# Bataille de Villafranca (1744)
Pour les articles homonymes, voir bataille de Villafranca.
Guerre de Succession d'Autriche
Batailles
- Mollwitz (04-1741)
- Chotusitz (05-1742)
- Sahay (05-1742)
- Prague (06/12-1742)
- Dettingen (06-1743)
- Cap Sicié (02-1744)
- 19 mai 1744
- Menin (05/06-1744)
- Ypres (06-1744)
- Furnes (07-1744)
- Fribourg (11-1744)
- Tournai (04/06-1745)
- Pfaffenhofen (04-1745)
- Fontenoy (05-1745)
- Hohenfriedberg (06-1745)
- Melle (07-1745)
- Gand (07-1745)
- Bruges (07-1745)
- Audenarde (07-1745)
- Termonde (08-1745)
- Ostende (08-1745)
- Nieuport (08/09-1745)
- Ath (09/10-1745)
- Soor (09-1745)
- Hennersdorf (11-1745)
- Kesselsdorf (12-1745)
- Culloden (04-1746)
- Mons (06/07-1746)
- Bruxelles (01/02-1746)
- Namur (09-1746)
- Charleroi (07/08-1746)
- Lorient (09/10-1746)
- Rocourt (10-1746)
- Cap Finisterre (1er) (05-1747)
- Lauffeld (07-1747)
- Bergen-op-Zoom (07/09-1747)
- Cap Finisterre (2e) (10-1747)
- Saint-Louis-du-Sud (03-1748)
- 18 mars 1748
- Maastricht (04/05-1748)

Campagnes italiennes
- Combat de Saint-Tropez (06-1742)
- Camposanto (02-1743)
- Villafranca (04-1744)
- Casteldelfino (07-1744)
- Velletri (08-1744)
- Madonne de l'Olmo (09-1744)
- Bassignana (09-1745)
- Josseau (10-1745)
- Plaisance (06-1746)
- Tidone (08-1746)
- Rottofreddo (08-1746)
- Gênes (1er) (12-1746)
- Gênes (2e) (07-1747)
- Assietta (07-1747)

La bataille de Villafranca (Villefranche-sur-Mer), du 20 avril 1744, oppose, dans le cadre de la guerre de Succession d'Autriche, une armée franco-espagnole aux forces anglo-sardes défendant l'accès à l'Italie. L'issue de la bataille est indécise, mais deux jours plus tard, les défenseurs abandonnent Villefranche, en raison des pertes qu'ils ont subies.

## Contexte

### La situation en Italie
En 1720, Victor-Amédée II, prince de Piémont et duc de Savoie, est devenu roi de Sardaigne ; dès lors l'ensemble de ses États est appelé officiellement royaume de Sardaigne (ou, de façon erronée, « royaume de Piémont-Sardaigne »). Le comté de Nice, où se trouve Villefranche-sur-Mer, fait partie de ses possessions.
Dans les années 1740, l'Autriche (Marie-Thérèse) détient en Italie le duché de Milan et le grand-duché de Toscane, tandis que l'Espagne (Philippe V) contrôle le royaume de Sicile, où règne le fils cadet de Philippe V, Charles, futur roi d'Espagne. 

### La guerre de Succession d'Autriche
Elle oppose depuis 1740 l'Autriche, alliée de la Grande-Bretagne (George II), des Provinces-Unies et du royaume de Sardaigne (Charles-Emmanuel III), à la France, alliée de la Prusse (Frédéric II), de la Bavière (Charles Albert, empereur en 1742) et de l'Espagne, par ailleurs en guerre depuis 1739 avec la Grande-Bretagne dans le monde colonial (Guerre de l'oreille de Jenkins). 
Les flottes anglaise et espagnole s'affrontent donc en Méditerranée depuis la fin de 1741, les Britanniques s'efforçant d'empêcher les Espagnols d'amener des troupes en Italie par voie de mer. 
En 1742, une armée espagnole venue par voie terrestre a réussi à occuper Chambéry et à prendre le contrôle du duché de Savoie (cette occupation durera jusqu'à la fin de la guerre). 
Le 22 février 1744, une escadre espagnole bloquée à Toulon remporte une victoire sur la flotte britannique (bataille du cap Sicié).
Le 15 mars, la France déclare officiellement la guerre à la Grande-Bretagne. 

## La bataille

### Forces en présence
La fin du blocus de Toulon permet l'arrivée de 20 000 soldats espagnols, commandés par l'infant Philippe, auxquels se joignent 20 000 Français commandés par le prince de Conti.
Au mois d'avril 1744, ces troupes espagnoles et françaises traversent le Var et s'emparent de Nice, non défendue, puis se heurtent sur les hauteurs de Villefranche à la ligne de défense sarde, commandée par Victor François, marquis de Suse (en), demi-frère du roi de Sardaigne.
Le camp retranché sarde compte 14 bataillons d'infanterie et est équipé de 80 canons fournis par les navires britanniques au mouillage dans le port de Villefranche. La marine britannique fournit aussi un certain nombre d'artilleurs et de soldats de marine.

### Les assauts franco-espagnols (14 puis 20 avril)
Un premier assaut est lancé par le prince de Conti le 14 avril, mais est interrompu par une tempête.
Le second assaut a lieu dans la nuit du 19 au 20 : très rapidement, les assaillants prennent le col de Villefranche et font de nombreux prisonniers, dont le commandant en chef, qui est remplacé par le chevalier de Cinzano. Puis ils s'attaquent aux positions des monts Gros, Rouge et Leuze, clefs de la défense de Villefranche, mais la résistance est forte et Conti doit interrompre l'offensive, et même abandonner le col.

### L'évacuation des troupes anglo-sardes (21-22 avril)
Malgré cela, les pertes des défenseurs sont trop fortes par rapport à leur nombre. Ils n'ont plus que 5 000 hommes valides. Le 21, ils sont embarqués sur les navires britanniques qui quittent le port le 22.
La citadelle de Villefranche, défendue par 350 hommes, capitule le 27.

## Suites
Le prince de Conti se rend compte qu'une progression sur le littoral serait difficile. Il décide donc de passer par les Alpes. En juillet 1744, il lance une offensive vers Cuneo (bataille de la Madonne de l'Olmo).